# Mars Polar Lander
Il Mars Polar Lander (originariamente chiamato Mars Surveyor Lander '98) fa parte di una coppia di sonde del Programma Mars Surveyor, assieme al Mars Climate Orbiter (originariamente chiamato Mars Surveyor Orbiter '98). La missione delle due sonde era di studiare la meteorologia, il clima e le quantità di acqua e di anidride carbonica del pianeta Marte. Lo scopo era di comprendere le riserve, il comportamento e il ruolo atmosferico delle sostanze volatili e cercare le prove di cambiamenti climatici a lungo termine.
Le comunicazioni con il Mars Polar Lander si persero prima del suo ingresso nell'atmosfera marziana.

## Obiettivi scientifici
Il Mars Polar Lander avrebbe dovuto atterrare in un terreno stratificato nella zona polare, a meno di 1000 km dal polo sud, vicino al confine con la calotta polare di anidride carbonica nella tarda primavera marziana. Il terreno sembra essere composto di strati alternati di ghiaccio pulito e sporco di polvere, e può rappresentare una registrazione di lungo periodo del clima, ed un importante deposito di materiale volatile. La missione prevedeva come obiettivi scientifici primari:
1. la registrazione delle condizioni meteorologiche locali vicino al polo sud marziano, tra cui la temperatura, la pressione, l'umidità, il vento, il gelo del terreno, l'evoluzione del ghiaccio, le nebbie, le polveri a terra e quelle sospese.
2. l'analisi di campioni dei depositi polari per i materiali volatili, in particolare acqua e anidride carbonica
3. lo scavo di buchi e la ripresa fotografica degli strati stagionali del terreno e l'analisi di campioni di suolo per la ricerca di acqua, ghiaccio e altri minerali
4. la ripresa di immagini del sito di atterraggio per cercare prove di cambiamenti climatici e di cicli stagionali
5. la ripresa di immagini multispettrali di regolite locale per determinare il tipo e la composizione del suolo

Questi obiettivi sarebbero stati raggiunti con l'uso di vari strumenti scientifici, tra cui il modulo Mars Volatiles and Climate Surveyor (MVACS) che includeva un braccio robotico con camera, una camera stereo, uno strumento meteorologico e un analizzatore di gas. Inoltre il Mars Descent Imager (MARDI) avrebbe dovuto effettuare riprese dall'alto durante l'atterraggio dal momento di apertura del paracadute. L'agenzia spaziale russa fornì lo strumento LIDAR, in grado di misurare la polvere nell'atmosfera marziana. Un microfono in miniatura avrebbe anche dovuto registrare suoni. Sul lander erano anche presenti le due sonde Deep Space 2 che sarebbero state rilasciate per penetrare sotto la superficie marziana.

## Sonda e sottosistemi

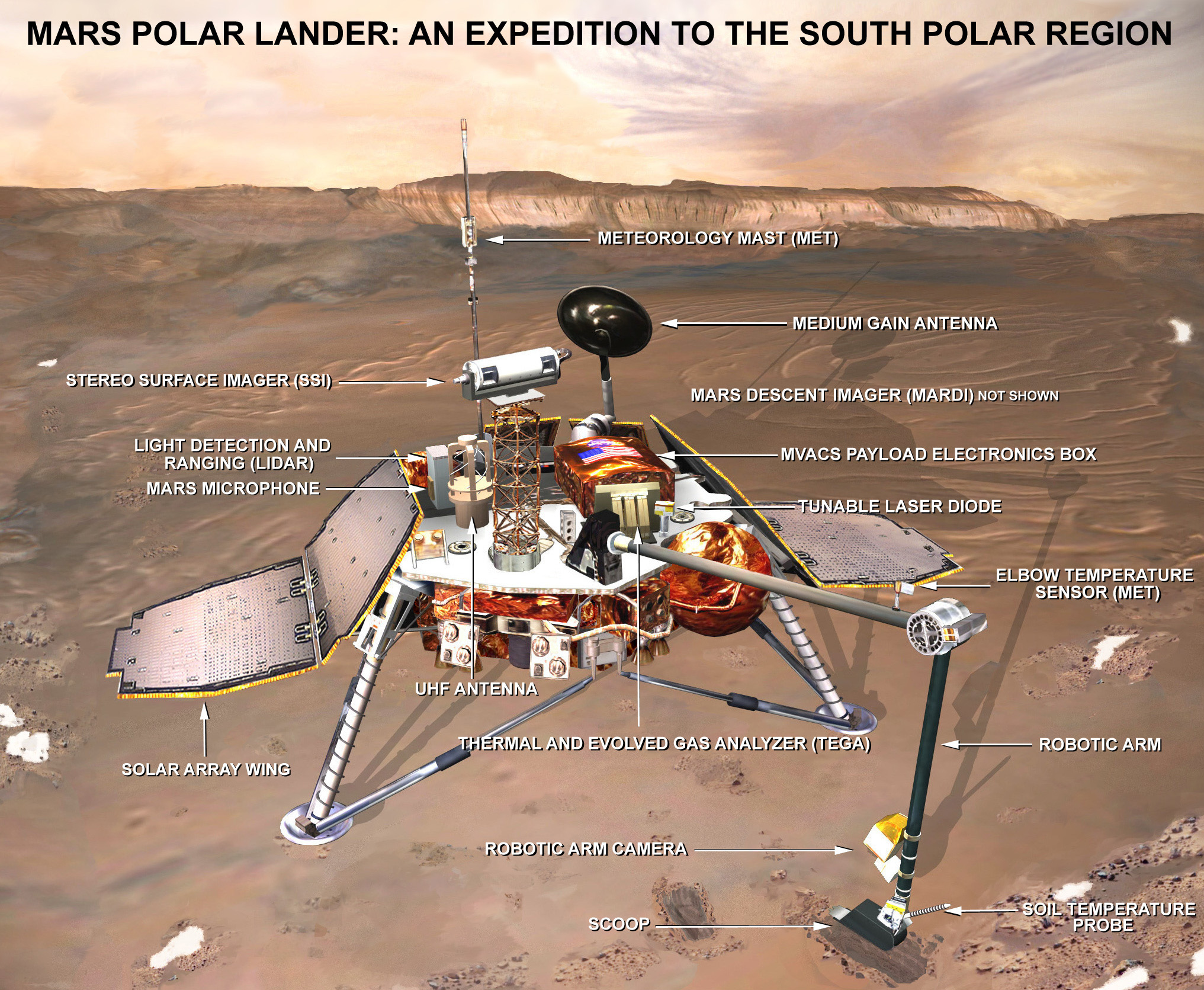
Mars Polar Lander (vista frontale)

Il lander era alto 1,06 metri e largo circa 3,6 metri. La massa della sonda al momento del lancio era di circa 583 kg, compresi 64 kg di carburante, uno stadio da 82 kg, il peso dell'aeroshell e dello scudo termico di circa 140 kg e le due microsonde da 3,5 kg. I componenti elettronici sensibili alla temperatura, le batterie e il sistema di controllo termico erano contenute in un apposito alloggio regolato termicamente. Sopra la base erano montati il braccio robotico, la camera stereo, un'antenna UHF, il LIDAR, il MVACS, il braccio meteorologico e il disco dell'antenna a medio guadagno. Il dispositivo MARDI era inserito alla base del lander e i serbatoi di propellente erano fissati ai lati. Durante la navigazione il lander era racchiuso nell'aeroshell da 2,4 m di diametro e collegato allo stadio propulsivo.

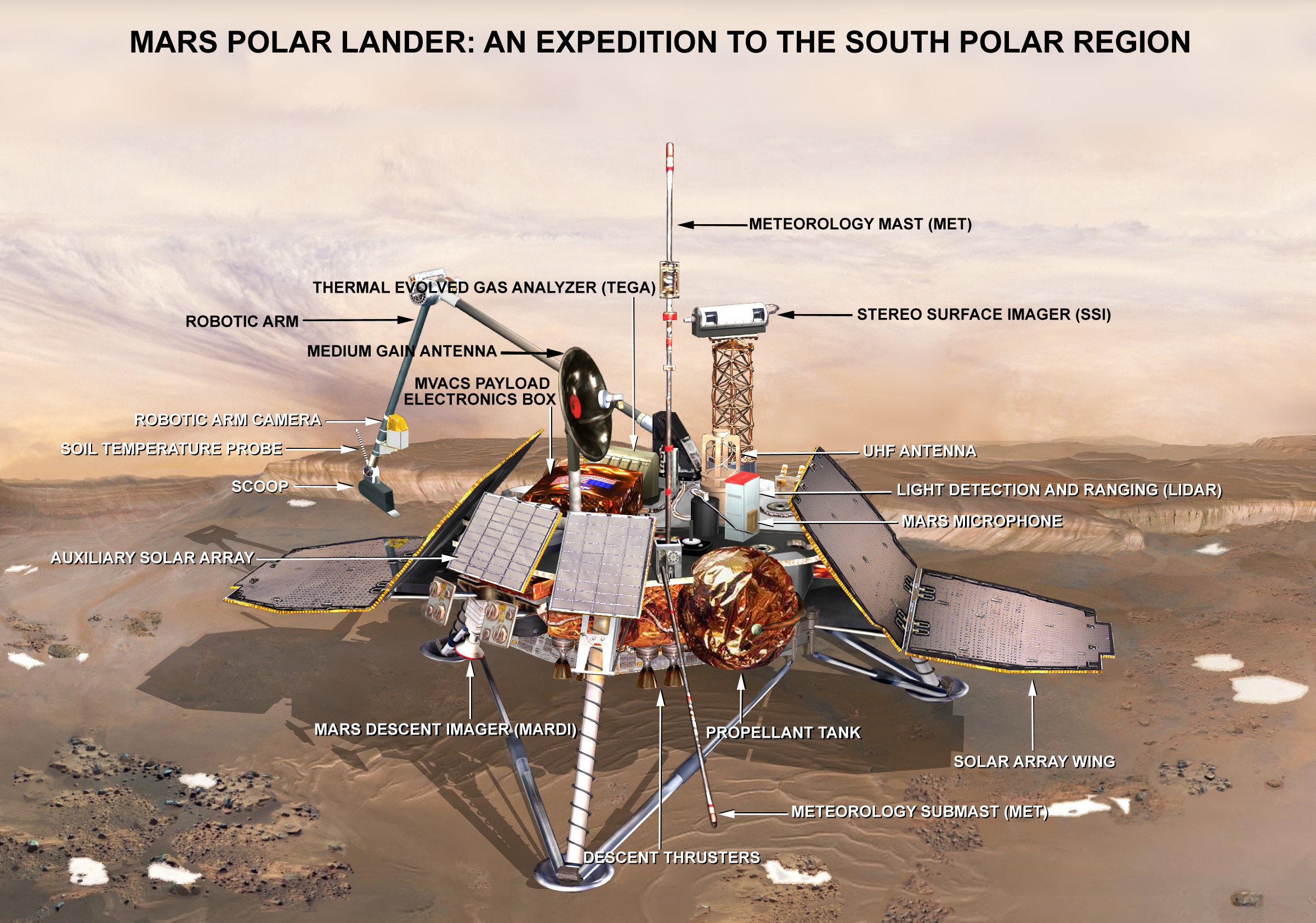
Mars Polar Lander (vista posteriore)

La sonda era stabilizzata su tre assi durante la fase di navigazione attraverso l'uso di camere, sensori e dell'unita di misura inerziale (Inertial Measurement Unit). Erano presenti quattro moduli propulsori a idrazina, ciascuno contenente un propulsore (22 N) per le correzioni di traiettoria e un propulsore (4 N) per il controllo di assetto. I sistemi di discesa ed atterraggio consistevano di tre gruppi di quattro motori a idrazina (226 N), mentre le analisi e il controllo durante queste fasi erano supportati da un Radar Doppler e un sottosistema AACS. I serbatoi avevano una capacità totale di 64 kg e contenevano il propellente sia per i sistemi di navigazione che per quelli di discesa.
Le comunicazioni tra la Terra e la sonda durante il viaggio verso Marte erano effettuate nella banda X attraverso due amplificatori a stato solido e una antenna fissa a medio guadagno montata nello stadio propulsivo supportata da una antenna per la sola ricezione a basso guadagno. Durante le operazioni sulla superficie la sonda avrebbe trasmesso e ricevuto dati al Mars Climate Orbiter (che avrebbe funzionato come ripetitore per il Terra) attraverso l'antenna UHF del lander.
L'orbiter avrebbe sorvolato la posizione del lander da otto a dieci volte al giorno. Le comunicazioni in uplink verso la Terra erano fornite dall'antenna a medio guadagno.
Durante la navigazione l'energia era fornita da due pannelli solari all'arseniuro di gallio collegati allo stadio propulsivo con superficie complessiva di 3,1 m, mentre sarebbero stati spiegati altri due pannelli solari di 2,9 m dopo l'atterraggio. L'energia era conservata in batterie NiMH a 160 Ah per le operazioni durante i picchi di carico e il riscaldamento notturno.

## Missione
Il lander, con le due sonde Deep Space 2, fu lanciato da un vettore Delta II 7425 Lite che lo mise in una orbita bassa di parcheggio attorno alla Terra. Il terzo stadio si accese per 88 secondi alle 20:57 UT del 3 gennaio 1999 per inserire la sonda nella traiettoria di trasferimento verso Marte e si separò alle 21:03 UT. Alcune manovre per la correzione della traiettoria vennero effettuate il 21 gennaio, il 15 marzo, il 1º settembre, il 30 ottobre e il 30 novembre 1999.
Il Mars Polar Lander raggiunse Marte il 3 dicembre 1999 dopo un viaggio di 11 mesi. Venne effettuata un'ultima sessione di tracciamento alle 12:45 per verificare se era necessaria una correzione finale di traiettoria e fu effettuato un ultimo contatto per recuperare i dati sullo stato del sistema di propulsione tra le 19:45 UT e le 20:00 UT. Il propulsore si sarebbe acceso per 80 secondi alle 20:04 UT, 6 minuti prima dell'ingresso nell'atmosfera, per orientare la sonda nella posizione di ingresso. Alle 20:05 UT si sarebbe staccato lo stadio di navigazione e 18 secondi dopo sarebbero state lanciate le microsonde verso l'atmosfera marziana. Il lander sarebbe entrato nell'atmosfera ad una velocità di 6,8 km/s alle 20:10 UT circa, ma a causa della perdita di comunicazioni non si conosce esattamente se tutte queste operazioni vennero effettivamente eseguite e se avvennero le seguenti fasi della discesa.
La decelerazione iniziale sarebbe stata una semplice aerofrenata con lo scudo termico di 2,4 m. L'unità di misura inerziale (IMU) avrebbe stimato la velocità durante l'ingresso e la discesa e i propulsori avrebbero dovuto mantenere il lander allineato. Il paracadute si sarebbe aperto ad una altezza di 7,3 km e ad una velocità di 500 m/s assieme al distacco dello scudo termico. Poco prima del distacco si sarebbe accesa la camera di discesa MARDI. In seguito sarebbe stato espulso il paracadute e si sarebbero accesi i propulsori di discesa, sotto il controllo dei sistemi della sonda e del Radar Doppler. Ad una altezza di 1,4 km e ad una velocità di 80 m/s si sarebbe separato il backshell e i motori avrebbero rallentato la discesa e reso il percorso di volo verticale.
La fase finale sarebbe dovuta iniziare ad una altezza di 12 metri e ad una velocità di 2,4 m/s, con lo spegnimento dei motori non appena la sonda avesse toccato il suolo. L'orientamento del lander era controllato dai sottosistemi AACS per massimizzare l'efficienza dei pannelli solari e minimizzare l'ostruzione dell'antenna a medio guadagno. Il lander avrebbe dovuto toccare il suolo alle 20:15 UT nella tarda stagione primaverile, durante la quale nel sito di atterraggio il Sole è sempre sopra l'orizzonte.
Dopo l'atterraggio si sarebbero spiegati i pannelli solari e si sarebbe dovuto ricevere il primo messaggio alle 20:39 UT, ma non fu mai ricevuto. La sessione di comunicazioni aveva una durata prevista di 45 minuti e successivamente il lander avrebbe ricaricato le batterie per 6 ore. Il 4 dicembre alle 04:30 UT sarebbe iniziata una sessione di comunicazioni di circa 2 ore, dove sarebbero state inviate le immagini dal MARDI, ma non venne ricevuta alcuna trasmissione. Il 4 dicembre era prevista la trasmissione dei suoni dal Mars Microphone e il primo scavo con il braccio robotico il 7 dicembre. Gli esperimenti scientifici avrebbero avuto luogo durante i 90 giorni della missione primaria, con una possibile estensione della durata delle operazioni a seconda delle performance del lander.

## Perdita del lander
L'ultima telemetria del Mars Polar Lander venne inviata appena prima dell'ingresso nell'atmosfera il 3 dicembre 1999. Nessun altro segnale venne ricevuto, e la perdita di comunicazioni ha cause sconosciute.
In base alle indagini che seguirono, la causa del fallimento più probabile è un errore del software che identificò erroneamente la vibrazione dovuta al dispiegamento delle "zampe" del lander come l'impatto con il suolo marziano, spegnendo i motori di discesa quando era a 40 metri di altezza (invece che al suolo).
Tra la fine del 1999 e l'inizio del 2000 vennero effettuate delle ricerche dei resti della sonda utilizzando le immagini inviate dal Mars Global Surveyor. Questi tentativi non ebbero successo, e un riesame delle fotografie nel 2005 pubblicato nel numero di luglio di Sky and Telescope sembrava aver portato all'identificazione di alcuni resti, ma ulteriori immagini ad alta risoluzione riprese successivamente smentirono l'identificazione. Attualmente il Mars Polar Lander non è ancora stato trovato, e si spera che le camere ad alta risoluzione della sonda Mars Reconnaissance Orbiter, attualmente in orbita marziana, riescano a trovare i resti della sonda.
Il lander Phoenix dovrebbe utilizzare alcuni strumenti derivati da quelli del Mars Polar Lander.